# اتاق آئینه شهرکرد
اتاق آئینه شهرکرد  مربوط به دوره قاجار است و در مرکز شهرکرد، خیابان ولی عصر شمالی واقع شده است. این اثر در تاریخ ۹ فروردین ۱۳۷۸ با شمارهٔ ثبت ۲۲۸۶ به‌عنوان یکی از آثار ملی ایران به ثبت رسیده‌است.